# Blood Story (film 2010)
Blood Story (Let Me In) è un film del 2010 diretto da Matt Reeves.
Si tratta del rifacimento del film svedese Lasciami entrare, basato sull'omonimo romanzo di John Ajvide Lindqvist, in questo caso adattato dallo stesso regista Matt Reeves.
Il film racconta l'amicizia tra un dodicenne e una bambina vampiro, in una cittadina del Nuovo Messico nei primi anni ottanta.

## Trama
Owen è un timido e solitario dodicenne, vessato dai suoi compagni di scuola. Una notte conosce una strana ragazza di nome Abby, da poco trasferitasi nell'appartamento accanto al suo. È accompagnata da un uomo di mezza età, che lei dichiara essere suo padre. Man mano che approfondisce la conoscenza con la nuova e altrettanto solitaria amica, Owen si rende conto di un lato inquietante della personalità di Abby: la ragazza esce di casa solo di notte, è scalza ed affamata. Quando nella piccola comunità dove abitano iniziano a verificarsi macabri omicidi, Owen arriva a comprendere che l'amica è un vampiro ed è responsabile di quelle morti, ma invece di esserne spaventato, rimane sempre più affascinato dalla ragazza, fino a convincersi che nella loro amicizia potrebbe risiedere persino una soluzione drastica alla sua solitudine ed ai suoi problemi con gli altri coetanei.

## Produzione
Dopo la distribuzione di Lasciami entrare negli Stati Uniti, il regista di Cloverfield Matt Reeves si è accordato con Overture Films e Hammer Film Productions per scrivere e dirigere un remake in lingua inglese, che sarebbe stato realizzato tra il 2009 e il 2010. Hammer Films ha acquisito i diritti durante il Tribeca Film Festival. Tomas Alfredson, regista di Lasciami entrare, si è dimostrato poco felice della realizzazione del remake statunitense, dichiarandosi preoccupato che il risultato finale potesse essere troppo mainstream. Al contrario, John Ajvide Lindqvist si è dichiarato molto soddisfatto della scelta di Reeves di realizzare il film partendo da zero, basandosi esclusivamente sul romanzo e non di realizzare una copia del film di Alfredson.
Nell'ottobre 2009 è stato annunciato il cast di Let Me In, i protagonisti scelti sono Kodi Smit-McPhee e Chloë Grace Moretz, con l'aggiunta di Richard Jenkins nel ruolo del guardiano di Abby. Le riprese sono iniziate ad ottobre nel Nuovo Messico, con l'uscita nelle sale prevista per l'autunno 2010.
Nell'adattamento del film sono stati apportati diversi cambiamenti, come ad esempio di nomi dei protagonisti che da Oskar ed Eli sono diventati Owen e Abby, inoltre è stata cambiata l'ambientazione, da Blackeberg sobborgo di Stoccolma a Los Alamos nella Contea di Los Alamos, Nuovo Messico.

## Colonna sonora
La colonna sonora è interamente curata dal premio Oscar Michael Giacchino.

## Distribuzione
L'uscita nelle sale cinematografiche statunitensi è avvenuta il 1º ottobre 2010. Il primo trailer del film è stato distribuito nel luglio 2010.
In Italia il film è stato presentato fuori concorso al Festival Internazionale del Film di Roma 2010. Il film è stato distribuito dalla Filmauro il 30 settembre 2011. Inizialmente la casa di distribuzione aveva scelto il titolo Amami, sono un vampiro, successivamente cambiato in Blood Story.

## Riconoscimentii
- Austin Film Critics Association
  - Breakthrough Artist Chloë Grace Moretz
- Central Ohio Film Critics Association Awards
  - Breakthrough Film Artist Chloë Grace Moretz
- Empire Awards 2011
  - Candidatura miglior horror
- Golden Tomato Awards 
  - Miglior Horror
- National Board of Review of Motion Pictures 2011
  - Migliori film indipendenti
- Phoenix Film Critics Society Awards
  - Miglior attore giovane Kodi Smit-McPhee
- Richard Attenborough Film Awards
  - Rising Star Chloë Grace Moretz
- Saturn Awards 2011
  - Miglior film horror/thriller
  - Miglior interpretazione di un attore giovane Chloë Grace Moretz

## Altri media
Nel 2010 Hammer Film Productions e Dark Horse Comics hanno pubblicato una miniserie a fumetti di quattro numeri intitolata Let Me In: Crossroads, prequel del film. La miniserie è scritta da Marc Andreyko e disegnata da Patric Reynolds.
John Ajvide Lindqvist riguardo al fumetto, ha dichiarato:

## Curiosità
Nella sala giochi dove il protagonista va spesso a spendere in caramelle e videogame i soldi sgraffignati alla mamma, si intravede il logo della Slusho, bevanda immaginaria inventata da J. J. Abrams e presente in alcune delle sue creazioni come le serie televisive Alias, Heroes e i film Cloverfield e il più recente Super 8.